# Chrysolina relucens
Chrysolina relucens (лат.) — вид жуков из подсемейства хризомелин семейства листоедов.

## Описание
Длина тела от 6 до 7,6 мм. Переднеспинка выпуклая. Окраска головы и переднеспинки чёрная с фиолетовым, бронозовым или медным оттенком. Элитры фиолетовые с бронзовым оттенком.

## Биология
Питается на полыни.

## Распространение
Вид встречается в Альпы, на побережье Белого моря, на Урале, в Сибири, Казахстане, Дальнем Востоке.